# Josep Maria Pérez i Gasulla
Josep Maria Pérez i Gasulla   (Barcelona, 21 de juny de 1921 - Girona, 28 de març de 1999) fou un futbolista català de la dècada de 1940.
Jugava a la posició de defensa dret.
Començà a jugar a l'EC Granollers entre 1940 i 1943, on esdevingué una gran promesa del futbol català. L'any 1943 fou fitxat pel RCD Espanyol, on hi romangué dues temporades. La primera temporada suplí eficaçment la baixa de Ricard Teruel però la segona només jugà un partit oficial i acabà retornant al Granollers. La temporada 1945-46 jugà al Gimnàstic de Tarragona a segona divisió i la següent amb el CE Castelló a primera divisió. Els darrers anys jugà a CF Vilanova, CD Valls i Santfeliuenc FC.